# Sphaerocardamum stellatum
Sphaerocardamum stellatum är en korsblommig växtart som först beskrevs av Sereno Watson, och fick sitt nu gällande namn av Reed Clark Rollins. Sphaerocardamum stellatum ingår i släktet Sphaerocardamum och familjen korsblommiga växter. Inga underarter finns listade i Catalogue of Life.